# Combat d'Aïn el-Jaouzé
Guerre civile syrienne
Conflit au Liban
Batailles
- Sidon
- Aïn el-Jaouzé
- Ras al-Maara
- Aarsal
- Tallet al-Hamra
- Jouroud Aarsal
- Qaa et Ras Baalbeck

Le combat d'Aïn el-Jaouzé a lieu le 1er et le 2 juin 2013 lors du conflit au Liban de 2011-2017.

## Déroulement
Dans la nuit du 1er au 2 juin 2013, des combats éclatent près du village d'Aïn el-Jaouzé, dans le Jouroud de Baalbek, à deux kilomètres de la frontière syrienne. Selon la télévision Al-Mayadine, proche du Hezbollah, l'affrontement oppose la milice chiite à des djihadistes du Front al-Nosra venus de Qousseir. Cependant, selon des sources de sécurité locales citées par Le Monde et L'Orient-Le Jour, le Hezbollah a affronté des hommes de l'Armée syrienne libre,. Les rebelles syriens seraient tombés dans une embuscade, alors qu'ils s’apprêtaient à tirer des roquettes sur la vallée de la Bekaa,. À cette période, des tirs de roquettes et d'obus sont régulièrement effectués par les rebelles syriens dans les régions de Baalbek et Hermel, en représailles à l'implication du Hezbollah dans la bataille de Qousseir.

## Pertes
Quinze rebelles sont tués dans l'affrontement, ainsi qu'un membre du Hezbollah,,. Il s'agit alors de l'affrontement le plus meurtrier au Liban depuis le début de l'intervention du Hezbollah dans la guerre civile syrienne.